# Bač
Bač (v srbské cyrilici Бач, maďarsky Bács) је město v západní části srbské Vojvodiny. Administrativně je součástí Jihobáčského okruhu a je centrem stejnojmenné opštiny. Dle sčítání lidu v roce 2011 mělo 5399 obyvatel.
Bač se rozkládá v rovinaté krajině Panonské nížiny, v blízkosti Dunaje, na silničním tahu Sombor–Bačka Palanka. Nachází se zde také Bačská pevnost, středověká pevnost založená Karlem I. Robertem.
Bač je jedno z nejstarších měst na území dnešní Vojvodiny. Dalo název celému regionu Bačka. Podle některých dokumentů se zde v 9. století nacházela avarská pevnost, později se obec rozvíjela až do 14. století, kdy byly zaznamenány první výpady Turků do této oblasti. Původní templářský klášter byl v roce 1312 převzat františkány.